# Africa Coast to Europe

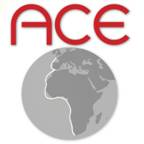
Logo des Konsortiums

Africa Coast to Europe (ACE) ist ein am 15. Dezember 2012 in Betrieb gegangenes Seekabelsystem im Atlantik für den Datenaustausch zwischen Europa und der Westküste Afrikas. Es wird von einem Konsortium aus 16 Unternehmen betrieben, unter der Leitung von Orange.
Das Kabel ist 17.000 km lang und verfügt über eine Kapazität von 5,12 Tbit/s.

## Anschlüsse
Landanschlüsse bestehen in
1. Abidjan, Elfenbeinküste
2. Accra, Ghana
3. Banjul, Gambia
4. Bata, Äquatorialguinea
5. Conakry, Guinea
6. Cotonou, Benin
7. Dakar, Senegal
8. Freetown, Sierra Leone
9. Kapstadt, Südafrika
10. Kribi, Kamerun
11. Lagos, Nigeria
12. Libreville, Gabun
13. Lissabon, Portugal
14. Luanda, Angola
15. Monrovia, Liberia
16. Muanda, Kongo
17. Nouakchott, Mauretanien
18. Penmarch, Frankreich
19. Santana, São Tomé und Príncipe
20. Swakopmund, Namibia
21. Teneriffa, Spanien